# Mycaranthes pannea
Mycaranthes pannea är en orkidéart som först beskrevs av John Lindley, och fick sitt nu gällande namn av Sing Chi Chen och Jeffrey James Wood. Mycaranthes pannea ingår i släktet Mycaranthes och familjen orkidéer. Inga underarter finns listade i Catalogue of Life.